# 張純 (孫呉)
張 純（ちょう じゅん、? - 250年）は、中国三国時代の呉の政治家。字は元基。揚州呉郡呉県の人。父は張敦。同族に張温・張儼ら。

## 生涯
呉の四姓の一つの呉郡張氏の一族といわれる。まだ子供のころ、同族の張儼、同郷の朱桓の子朱異と一緒に3人で驃騎将軍朱拠に会いに行ったことがあった。朱拠は3人の子供たちの才能についての評判を聞いていたので、彼らを試そうと考え、告げて言った。「おじさんはあなたたちのことを聞いて、ひどく会いたいと思っていたよ。八尾の名馬は速く走れるのが取り柄で、鷹や隼は軽快だということで優れているんだが、あなたたちも私のために何かの物を賦に詠んで、早くできた者から席に着くのはどうであろう」、張儼はそこで犬を賦った。「守りにあたれば威厳があり、野外に出れば獲物をとらえる。韓盧や宋鵲といった名犬は、書物にもその名が記されている」、張純は敷き物を賦った。「蒲のむしろは冬に用い、竹のむしろは夏に敷く。会釈をし譲り合ってそこに座るのは、君子こそ似つかわしい」、朱異は弩を賦った。「南岳のまだけの矢柄に、鍾山の銅の鏃、引き金を引けば百発百中、高い城壁の上の隼をも撃ち落とす」、3人はそれぞれ目についたものを賦い、みな立派に出来上がったうえで席に着いた。朱拠は大変に喜んだという。
張純は若いころから正しい行いにつとめ、博く学問をし人に優れた才能を備え、人と議論をするときには鋭い質問を発し打てば響くような返答をして、その挙措は見事であった。郎中の官を授かり、広徳県の令に補せられて、きわだった治績を挙げた。
赤烏5年（242年）、孫和が太子に立てられると、闞沢が太子太傅、薛綜が太子少傅となった時に、張純は鍾離牧とともに太子輔義都尉に抜擢され、蔡穎・封俌・厳維らとともに孫和のお相手をつとめることになった。
後に二宮事件が起こり、赤烏13年（250年）、孫和が太子を廃された時に、朱拠をはじめ、尚書僕射の屈晃・無難督の陳正・五営督の陳象など多くの重臣たちが孫和の赦免を願ったが、孫権はこれを不快に思い、朱拠や屈晃に棒叩き100回の刑を与え、陳正・陳象も処刑し一族皆殺しとさせた。後に朱拠は左遷され、任地に着く前に自殺させられた。屈晃もまた追放され、故郷に移住させられた。他にもこの処置に反対した者十数人が処刑されたり、放逐された。張純も、この時言葉を尽くして強く諌めたため幽閉され、のちに市場で処刑されたという。